# Крячок бурий

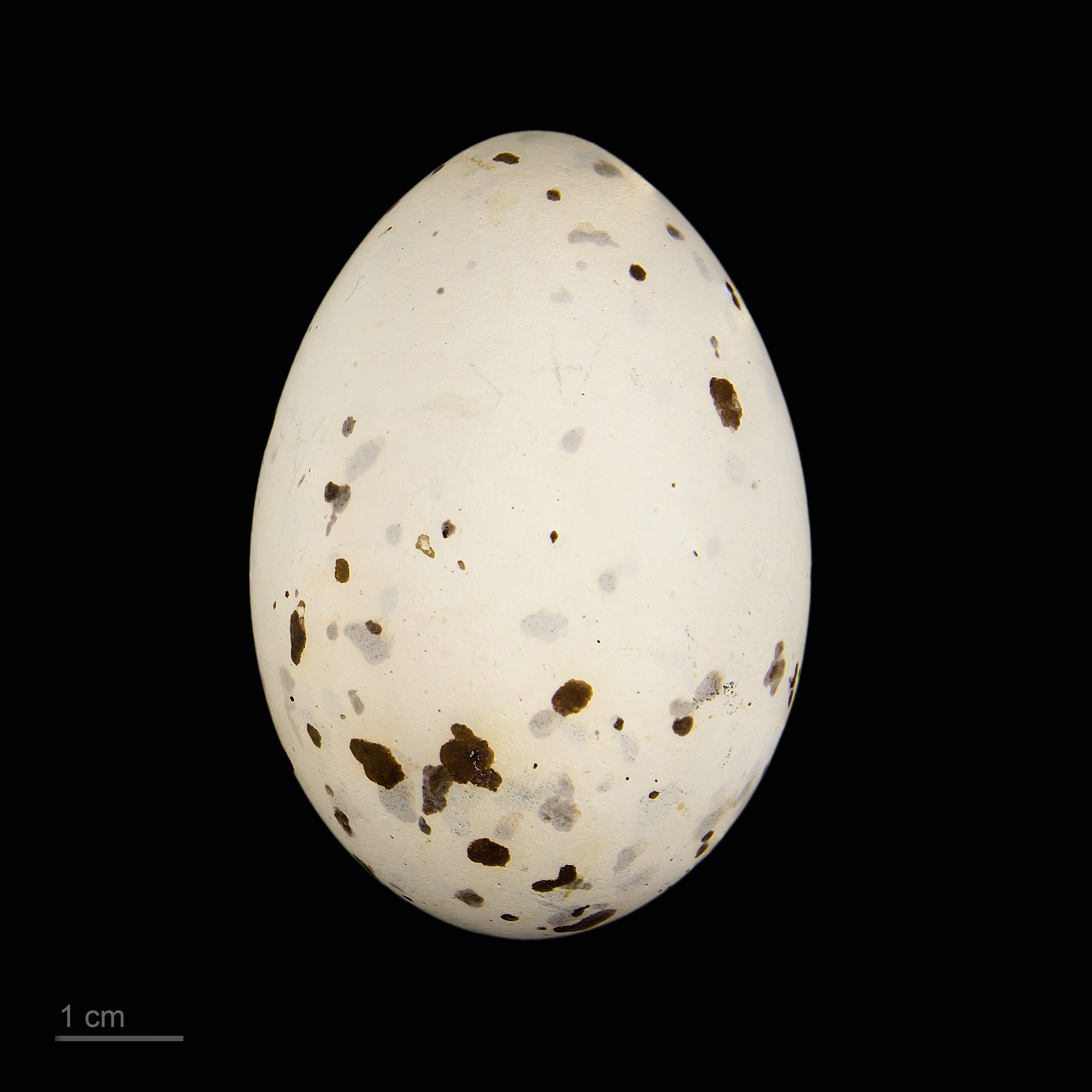
яйце Anous stolidus - Тулузький музей

Крячок бурий (Anous stolidus) — морський птах родини крячкових (Sternidae). Це найбільший птах роду Anous, від близько пов'язаного виду Anous minutus він відрізняється більшими розмірами та бурим кольором оперення.
Це тропічний птах, що мешкає в всіх тропічних морях, від Гавайських островів до Туамоту і Австралії в Тихому океані, від Червоного моря до Сейшельських островів і Австралії в Індійському океані та від Вест-Індії до Тристан-да-Кунья в Атлантичному. Звичайний дурний крячок гніздиться у колоніях, розташованих на високих скелях або на деревах та в кущах, у окремих випадках — на голій землі. У гніздо відкладається лише одне яйце.
Біноміальна назва птаха походить від грец. anous — «необережний», «дурний» та лат. stolidus — «незворушний». Ці птахи дійсно часто є дуже необережними, а для безпеки збираються великими групами. Морякам вони відомі своєю, як їм здавалося, повною байдужістю до мисливців та хижаків.